# L'eredità (programma televisivo)
L'eredità è un programma televisivo italiano di genere game show, in onda su Rai 1 dal 29 luglio 2002 nella fascia preserale.
È stato condotto da Amadeus (2002-2006), da Carlo Conti (2006-2018), in alternanza con Fabrizio Frizzi (2014-2018), e da Flavio Insinna (2018-2023). Dal 2024 è condotto da Marco Liorni.

## Storia del programma
Nelle sue versioni più recenti, il programma prevede una sfida tra sette concorrenti in diverse prove, fino ad arrivare alla proclamazione del vincitore della puntata che potrà così accedere alla fase finale del gioco, la ghigliottina. Ideato da Amadeus e Stefano Santucci basandosi sul format argentino El legado, il programma, prodotto prima in collaborazione con Magnolia e poi con Banijay Italia (in seguito all'unione di Magnolia e Dry Media, due società italiane attive nella produzione di contenuti di intrattenimento controllate da Banijay), ha avuto un grande successo e, con oltre 5400 puntate, è il quiz più longevo della televisione italiana.
Nella sua storia ventennale, cinque conduttori si sono avvicendati alla conduzione del quiz. Fu Amadeus a tenere a battesimo il programma nell'estate 2002, tenendone le redini fino al 2006. A partire dall'autunno dello stesso anno, e fino al 2015, la trasmissione è stata condotta da Carlo Conti, al quale dal 2014 si è affiancato in staffetta anche Fabrizio Frizzi. Dal 2016 al 2018 il programma è stato condotto in solitaria da Frizzi, in alcune puntate sostituito da Carlo Conti per problemi di salute. Frizzi rientrò poi alla conduzione il 15 dicembre 2017; a seguito della sua improvvisa scomparsa, avvenuta il 26 marzo 2018, la conduzione è stata affidata nuovamente a Carlo Conti fino al termine della stagione. Dal 24 settembre 2018 al 18 giugno 2023 il programma è stato condotto da Flavio Insinna, mentre dal 2 gennaio 2024 la conduzione passa a Marco Liorni.

### 2002-2004: le origini e la conduzione di Amadeus
Dopo la chiusura di Quiz Show a seguito di una precedente denuncia per plagio e un calo di ascolti, nei primi mesi del 2002 la Rai pensò a un nuovo quiz da proporre nella fascia preserale di Rai 1 nella stagione 2002-2003. Dal 1º luglio 2002, appena conclusi i mondiali di calcio, si decise di sperimentare due quiz: il primo fu Azzardo, andato in onda per quasi tutto il mese, fino al 27 luglio; il secondo, dal titolo L'eredità, andò in onda dal 29 luglio fino al termine della stagione estiva. Entrambi i quiz, curiosamente, vennero condotti da Amadeus e a settembre, visto il buon riscontro ottenuto, L'eredità venne scelto quale nuovo quiz per la fascia preserale. Amadeus, oltre che conduttore, era anche curatore del programma, mentre il format è tratto da un'idea dello stesso Amadeus e di Stefano Santucci, basata sul formato argentino El legado. Oltre a Santucci e Amadeus, gli autori sono Tiziana Martinengo e Paolo Cucco. Col passare dei mesi, gli autori apportano alcune modifiche al regolamento del quiz. 
Partita piuttosto in sordina, dai primi di ottobre cominciò ad acquistare un notevole consenso di pubblico e per tale ragione si optò per la prosecuzione senza interruzioni nella pausa natalizia. Nella stagione 2003-2004, il successo di ascolti si consolidò e Amadeus propose delle puntate speciali in prima serata, dal titolo Galà de L'eredità, a cui presero parte come concorrenti personaggi famosi. Malgrado i buoni risultati dal punto di vista dello share, nel gennaio 2004 il quiz finì per la prima volta al centro di alcune polemiche: l'allora presidente della Rai, Lucia Annunziata, dichiarò che in uno degli stacchetti del gioco della Scossa veniva inquadrato in primo piano il fondoschiena della showgirl Giovanna Civitillo, episodio giudicato come inadatto a una trasmissione di quella fascia oraria, oltre che offensivo nei confronti della dignità delle donne, per cui ordinò l'eliminazione dello stesso. Il conduttore Amadeus, che dall'anno precedente era anche compagno della Civitillo, non approvò la critica e minacciò di non rinnovare il contratto con la Rai, che sarebbe scaduto a luglio. Nel mese di maggio i rapporti tra l'azienda e Amadeus si chiarirono, il presentatore rinnovò il contratto per altre due stagioni e la Scossa continuò a far parte del programma.

### 2004-2006: l'arrivo della ghigliottina
Il 30 agosto 2004 iniziò la terza edizione del programma, che rimase sostanzialmente invariata nella formula, ma nella stagione 2005-2006, con l'inizio della quarta edizione, vennero introdotte nel programma diverse novità: il sottotitolo del programma, Ne resterà solo 1, diventò La sfida dei 6; al gruppo di autori si aggiunse Stefano Jurgens; le novità riguardarono anche molti giochi della trasmissione, che diventarono più veloci e dinamici: la più importante ed evidente fu l'introduzione del gioco finale La ghigliottina, ideato da Stefano Santucci, nel quale il concorrente finalista ha a disposizione un minuto di tempo per indovinare la parola finale attraverso l'associazione con altre cinque parole.

### 2006-2013: la conduzione di Carlo Conti e l'arrivo delle "professoresse"

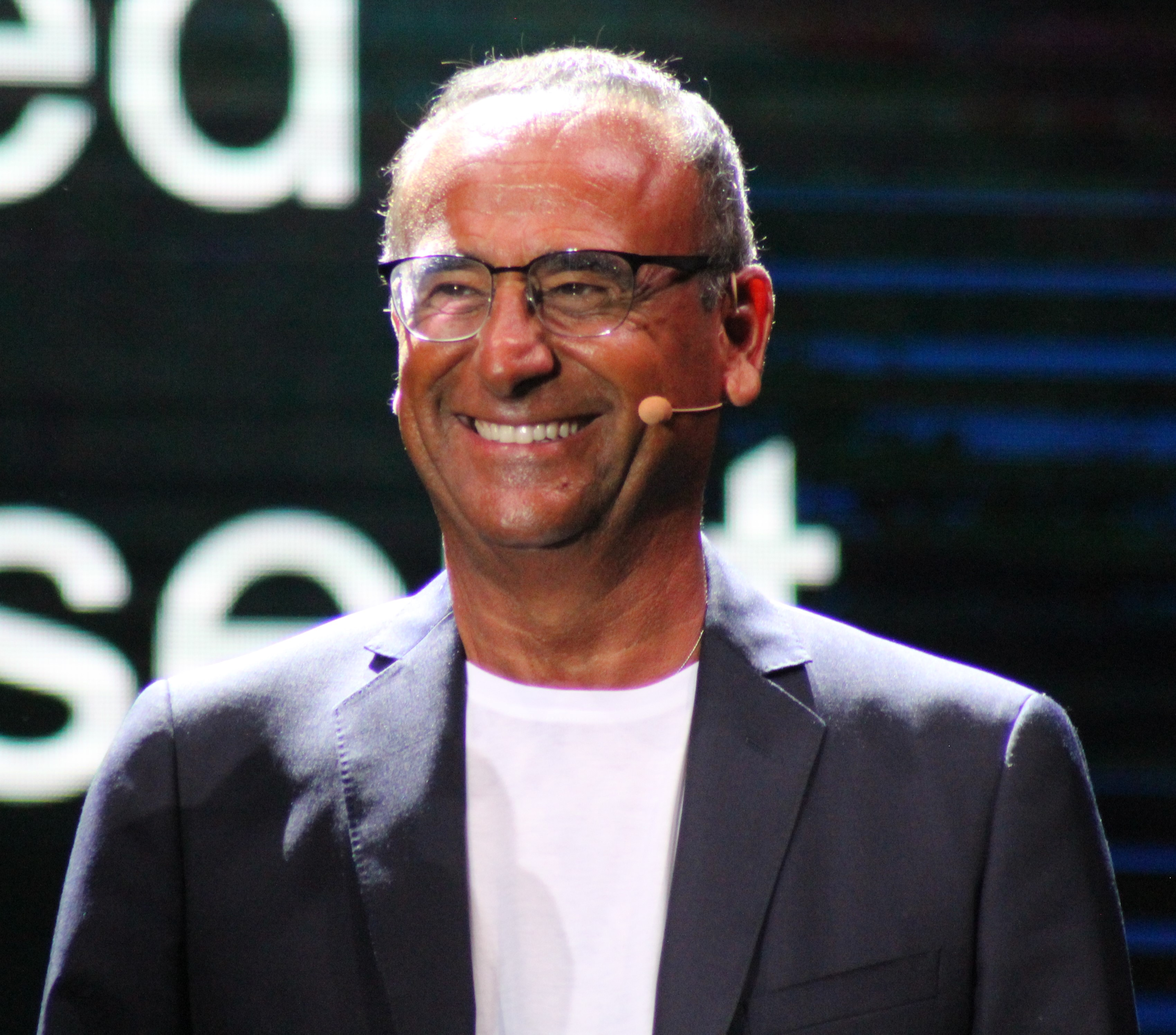
Carlo Conti, il secondo conduttore del game show dal 4 settembre 2006 al 13 aprile 2014, ritorna dal 14 settembre al 31 ottobre 2014, torna di nuovo dal 9 marzo al 31 maggio 2015, ritorna dal 30 ottobre al 14 dicembre 2017, e nuovamente, dopo la morte di Fabrizio Frizzi, dal 3 aprile al 3 giugno 2018

Il 19 maggio 2006, Amadeus comunicò il suo passaggio a Mediaset, con un contratto biennale dal 1º settembre 2006 al 31 agosto 2008.
Agli inizi di agosto 2006, pertanto, come conduttore del quiz venne scelto Carlo Conti. Inizialmente si pensò di sostituire il programma con un nuovo quiz, Alta tensione - Il codice per vincere, andato in onda dal 12 giugno all'8 luglio 2006 come "esperimento" con la conduzione di Conti, ma alla fine si decise di proseguire la messa in onda de L'eredità. Il gruppo di autori era composto, oltre che dallo stesso Conti, da Mario D'Amico, Emanuele Giovannini e Leopoldo Siano. Ad affiancare il conduttore nella nuova edizione vi erano delle nuove ragazze, definite "professoresse".
Con la stagione 2008-2009, il programma propose una serie di nuove prove pur mantenendo le due finali, ovvero Il duello e La ghigliottina. La stagione 2009/2010 si presentò sostanzialmente simile alla precedente, fatta eccezione per la presenza delle nuove quattro professoresse che affiancano il conduttore e dell'abbinamento nei mesi autunnali alla Lotteria Italia.
A partire dalla stagione 2010-2011, dopo il passaggio di alcune regioni al digitale terrestre, L'eredità iniziò a essere trasmesso nel formato 16:9. A dicembre venne realizzata una puntata speciale in diretta dedicata alla maratona Telethon, appuntamento che si sarebbe ripetuto anche negli anni successivi. L'evento più significativo della stagione fu la puntata speciale trasmessa in prima serata il 25 febbraio 2011, con in gioco sei tra i migliori concorrenti del passato che si sfidarono per raggiungere un montepremi finale pari a 600.000 euro.
La stagione 2011-2012 celebrò il decimo anno di vita della trasmissione.
La stagione 2012-2013 venne trasmessa da un nuovo studio, più grande del precedente, e anche i giochi mutarono parzialmente.

### 2013-2016: la staffetta Carlo Conti-Fabrizio Frizzi
La stagione 2013-2014 è partita il 16 settembre 2013. In quest'edizione sono state apportate importanti modifiche ai giochi e al meccanismo del programma. Il 10 marzo 2014 Carlo Conti ha annunciato che, a causa dei troppi impegni di lavoro, ad aprile avrebbe lasciato la conduzione del programma per gli ultimi due mesi della stagione, dichiarando di avere in mente due possibili candidati: Amadeus, che sarebbe quindi tornato alla guida del quiz dopo otto anni, e Fabrizio Frizzi. Alla fine la scelta è ricaduta su quest'ultimo, che ha quindi preso il posto di Conti dal 14 aprile al 31 maggio 2014, mentre Amadeus è stato scelto per condurre il quiz estivo Reazione a catena - L'intesa vincente.
La stagione 2014-2015 è iniziata il 14 settembre 2014 con la conduzione di Carlo Conti fino al 31 ottobre, e poi dal 1º novembre viene sostituito da Fabrizio Frizzi. Conti è tornato alla guida del programma a partire dal 9 marzo 2015, circa tre settimane dopo la conclusione del Festival di Sanremo da lui condotto e del quale è stato direttore artistico. La puntata del 6 novembre 2014 è la numero 3000 della trasmissione.
Il 1º aprile 2015 la puntata de L'eredità è stata condotta eccezionalmente da Flavio Insinna (che sarebbe diventato il conduttore ufficiale del programma 3 anni dopo) che, in occasione di un "pesce d'aprile" al pubblico, ha ceduto a sua volta la conduzione di Affari tuoi a Carlo Conti.
L'edizione 2015-2016 ha preso il via il 21 settembre, ancora una volta con conduzione a staffetta tra Carlo Conti e Fabrizio Frizzi; Conti ha condotto le prime sei puntate e sarebbe dovuto tornare come l'anno precedente dopo Sanremo 2016, ma durante la puntata del 12 marzo ha annunciato che Frizzi avrebbe proceduto fino a fine edizione, conclusa il 29 maggio.

### 2016-2018: la conduzione di Fabrizio Frizzi e il ritorno di Carlo Conti
La Rai ha rinnovato il programma per una quindicesima edizione, condotta da Fabrizio Frizzi, che sostituisce definitivamente Carlo Conti, il quale il 9 giugno 2016 ha deciso di lasciare il ruolo di conduttore del preserale per concentrarsi sulla direzione artistica delle radio Rai, sulla conduzione delle proprie trasmissioni in prime time e del Festival di Sanremo 2017 in particolare. Il 5 settembre 2016 Laura Forgia ha deciso di lasciare il programma per altri impegni professionali; non venendo sostituita, le professoresse rimangono per la prima volta in tre. La quindicesima edizione è iniziata il 2 ottobre 2016. Il 1º dicembre 2016, con la messa in onda della 3502ª puntata, L'eredità diventa il quiz più longevo della TV italiana, superando il precedente record di 3501 puntate appartenente allo storico quiz La ruota della fortuna.
Il 20 settembre 2017 ha preso il via la sedicesima edizione del programma, sempre con la conduzione di Fabrizio Frizzi. Dal 24 al 29 ottobre 2017 il programma è stato sospeso per problemi di salute di Frizzi e sostituito rispettivamente dalla nona stagione di Don Matteo dal 24 al 28 ottobre e da Soliti ignoti il 29 ottobre condotto da Amadeus (programma che è andato in onda la domenica nella fascia preserale sino al 25 febbraio), per poi riprendere il successivo 30 ottobre con Conti nuovamente alla conduzione. Il 15 dicembre seguente Frizzi ritorna in televisione affiancato da Conti eccezionalmente per una puntata, mentre dal giorno successivo Frizzi torna a tutti gli effetti alla conduzione.
Il 26 marzo 2018, in seguito all'improvvisa morte di Frizzi, il programma viene sospeso per una settimana venendo sostituito da alcune puntate speciali di Techetechete''. Dal 3 aprile fino al 3 giugno la conduzione passa nuovamente a Conti.

### 2018-2021: l'addio di Carlo Conti e l'arrivo di Flavio Insinna
Dopo la morte di Fabrizio Frizzi, il programma è stato rinnovato per una diciassettesima edizione, in onda dal 24 settembre 2018 al 2 giugno 2019. La conduzione è stata affidata a Flavio Insinna, che aveva peraltro già condotto il programma per una sola puntata speciale nel 2015, mentre Carlo Conti rimane esclusivamente come autore (fino all'edizione 2020-2021).
Il 25 settembre 2019 ha avuto inizio la diciottesima edizione, condotta sempre da Insinna, con l'introduzione di alcune novità nel gioco e quattro nuove professoresse. Dal 4 maggio al 28 giugno 2020, dopo una sospensione dovuta alla pandemia di COVID-19, al quiz hanno preso parte sei concorrenti campioni del passato, senza la presenza in studio del pubblico né delle professoresse. Le cifre vinte sono state devolute in beneficenza.
Il 28 settembre 2020 è partita la diciannovesima edizione, sempre con Insinna alla conduzione. In quest'edizione il programma è andato in onda senza pubblico in studio a causa delle misure di contenimento per la pandemia di COVID-19. La diciannovesima edizione si è conclusa il 6 giugno 2021.

### 2021-2023: l'arrivo di un "professore" e l'addio di Flavio Insinna
Il 27 settembre 2021 è iniziata la ventesima edizione, sempre condotta da Insinna al cui fianco, nel ruolo delle professoresse, ci sono Ginevra Pisani e Samira Lui, la quale sostituisce Sara Arfaoui. Da questa edizione il nome di Carlo Conti non compare più nemmeno tra gli autori del programma. È tornato il pubblico in studio, seppur in numero ridotto per via delle misure di contenimento per la pandemia di COVID-19.
Dal 13 dicembre 2021, con l'abbandono di Ginevra Pisani a causa di impegni teatrali, ad affiancare Samira Lui c'è Andrea Cerelli, primo (e attualmente unico) "professore" di sesso maschile della storia del programma. La ventesima edizione si è conclusa il 5 giugno 2022.
Dalla ventesima edizione vengono realizzate alcune puntate speciali in prima serata con concorrenti VIP, anche con temi specifici come il Festival di Sanremo o la storia della Rai.
Il 31 ottobre 2022 è iniziata la ventunesima edizione, condotta nuovamente da Flavio Insinna. A partire da questa edizione il pubblico in studio è presente in capienza al 100%, grazie all'abolizione delle misure di contenimento della Pandemia di COVID-19.
Durante i mondiali di calcio del 2022 vanno in onda alcune puntate speciali di durata variabile con il titolo L'eredità - Sfida mondiale, dal 20 novembre al 2 dicembre, e L'eredità - Sfida al Campione, dal 3 al 18 dicembre; in queste puntate partecipano 6 nuovi concorrenti e un "supercampione" delle precedenti edizioni del programma.
Il 18 giugno 2023 Insinna conclude la sua quinta edizione alla guida del programma, che abbandona definitivamente, dopo aver salutato il pubblico, lo staff del programma e la Rai.

### Dal 2024: la conduzione di Marco Liorni
Il 7 luglio 2023, con la presentazione dei palinsesti Rai, viene annunciata una nuova edizione del programma, la quale, nelle intenzioni iniziali, doveva essere condotta da Pino Insegno; tuttavia, dopo il flop riscontrato dalla trasmissione Il mercante in fiera su Rai 2, Nel dicembre 2023 viene annunciato che la casa di produzione Banijay, in accordo con la Rai, ha deciso di affidare la conduzione a Marco Liorni, reduce dal successo delle ultime cinque edizioni di Reazione a catena che nel 2023 è proseguita per la prima volta anche nel periodo autunnale, mentre Pino Insegno prende il posto di Liorni alla conduzione del suo quiz estivo dalla sua successiva edizione.
Il 2 gennaio 2024 debutta la ventiduesima edizione che vede, oltre alla conduzione di Liorni, l'arrivo di due nuove professoresse: Michelle Masullo e Naomi Buonomo, l'introduzione di due nuovi giochi: Il tris e I 100 secondi, e il parziale ricambio del gruppo autorale. Il 16 e il 23 marzo vanno in onda due puntate speciali in prima serata con concorrenti e ospiti famosi, dedicati al Festival di Sanremo e ai 70 anni della Rai. La ventiduesima edizione si è conclusa il 2 giugno 2024.
Il 3 novembre 2024 inizia la ventitreesima edizione e si conclude il 7 giugno 2025 condotta sempre da Marco Liorni con l'introduzione di alcune novità nella modalità di gioco tra cui il ritorno dello storico gioco La Scossa (dal 24 marzo 2025) e due nuove professoresse: Linda Pani e Greta Zuccarello. L'8 marzo e il 15 marzo 2025 vanno in onda due puntate speciali in prima serata con concorrenti e ospiti famosi, dedicati al Festival di Sanremo e all'Amore. Il 21 e 22 aprile dello stesso anno, a seguito della morte di papa Francesco, il programma non va in onda.
Dal 2 al 7 giugno vanno in onda sei puntate speciali dove i migliori campioni di questa edizione si sfidano per ottenere il titolo di "Campione" dell'edizione.

## Modalità di gioco
A partire dall'edizione 2016-2017, i concorrenti in gara sono sette. Dall'edizione 2024-2025, i giochi sono i seguenti:

### C'è o non c'è?(prima gara con sette concorrenti)
Questo gioco viene proposto dal 21 gennaio 2025 al posto del Continua tu.
In questo gioco, il concorrente deve capire se l'oggetto c'entra o non c'entra con l'argomento con cui si gioca. L'argomento viene introdotto con una canzone
Se il concorrente commette due errori è a rischio eliminazione. Ad ogni concorrente che commette due errori si cambia argomento. 
Dopo tre concorrenti che hanno commesso due errori, il campione dovrà scegliere due concorrenti che dovranno lottare contro l'eliminazione con la Scalata Doppia.
Nella Scalata Doppia, i due concorrenti a rischio eliminazione, devono rispondere a turno in 45 secondi a testa (60 dopo il round de la Scossa a partire dall'edizione 2024-2025; 45 dal 18 dicembre 2022 fino al 10 febbraio 2024 e 1º giugno 2024) ad una definizione, aiutati da una serie di caselle che vengono riempite ogni due secondi con una lettera, fino a scoprirle tutte tranne una. Viene eliminato chi per primo finisce i secondi a disposizione.

### Chi, Come, Cosa(seconda gara con sei concorrenti)
In questo gioco, proposto dal 2022 al posto di Cambia-Aggiungi-Leva (C.A.L.), il concorrente deve completare il titolo di una notizia bizzarra, scegliendo tra due opzioni di risposta possibili. Al termine della prova, il giocatore che ha collezionato due errori sarà a rischio di eliminazione e dovrà giocare alla scalata doppia.

### I Fantastici Quattro(terza gara con cinque concorrenti)
In questo gioco, riproposto in una nuova veste dall'edizione 2010-2011 in sostituzione de Il domino, vengono presentati ai concorrenti quattro anni, scelti a partire dal 1910 in avanti, e una serie di eventi da associare all'anno in cui sono avvenuti. Se si commettono due errori, si andrà a rischio eliminazione e si dovrà scegliere il concorrente da sfidare tramite la scalata doppia.

### La Scossa(quarta gara con quattro concorrenti)
Storico gioco della trasmissione, è stato presente dalla prima alla quattordicesima edizione ed è ritornato nella ventitreesima edizione, a partire dal 24 marzo 2025, in sostituzione de I Paroloni.
Ai quattro concorrenti rimasti viene presentato un argomento oggetto di una domanda con nove opzioni di risposta e i concorrenti non devono dare la risposta esatta per non prendere la scossa.
Chi dà la risposta esatta è a rischio eliminazione e con uno degli avversari si sfida alla Scalata Doppia dove si sfidano ai 60 secondi per andare al gioco seguente: gli altri due concorrenti, invece, passano direttamente al Triello.
Se nessuno dei concorrenti prende la scossa, si passa ad una seconda scossa.

### Il Triello(quinta gara con tre concorrenti)
Il Triello è stato introdotto a partire dall'edizione 2015-2016 in sostituzione rispettivamente de Il bivio e Il duello. A partire dall'edizione 2016-2017, ogni concorrente al Triello può scegliere l'argomento di ciascuna delle sette domande, a cui è associato un valore variabile tra 10000 € e 30000 €. Il concorrente ha a disposizione dieci secondi per rispondere, scegliendo tra quattro opzioni. In caso di risposta corretta, aggiunge al proprio montepremi il valore della domanda e può scegliere l'argomento per la domanda successiva, altrimenti passa la mano al concorrente successivo. Dall'edizione 2019-2020 viene aggiunto anche un imprevisto associato a una delle sette materie. Il concorrente che sceglie quest'opzione deve decidere se attribuire alla domanda un valore tra 20000 € (due opzioni di risposta), 40000 € (tre opzioni) e 60000 € (quattro opzioni). Se risponde esattamente aggiunge il valore al proprio montepremi, in caso contrario il valore della domanda viene equamente diviso tra gli altri due sfidanti (la domanda non viene girata in caso di errore).
A partire dall'edizione 2019-2020, i tre concorrenti che si qualificano per il Triello acquisiscono il diritto a tornare nella puntata successiva, mentre dall'edizione 2022-2023 i due concorrenti col montepremi più alto si qualificano al gioco successivo.
In caso di ex aequo tra due concorrenti col montepremi inferiore, si andrà alla scalata doppia che durerà 30 secondi e colui che vincerà lo spareggio andrà al gioco successivo.
Se il concorrente risponde bene a tutte le domande, passerà direttamente alla Ghigliottina.
A partire dall'edizione 2024-2025 vengono aggiunte tra le sette materie, le "Domande Pigliatutto", il concorrente che becca questa domanda, ha la possibilità di prendersi l'eredità di uno dei suoi sfidanti se risponde correttamente, in caso contrario, lo sfidante si prende metà della sua eredità, mentre la domanda con l'opzione dell'imprevisto viene eliminata.
Inoltre, in questa edizione, una delle sette materie vale 50 000 €.

### I 100 secondi(sesta gara con due concorrenti)
Questa prova viene introdotta dall'edizione 2024, in sostituzione de La stoccata. I due concorrenti finalisti devono rispondere a una serie di domande per poter accedere al gioco finale. Inizia il concorrente che ha il montepremi più alto il quale deve rispondere ad una raffica di domande a risposta diretta in 100 secondi. Se il giocatore non sa rispondere o sbaglia, cede la mano di gioco all'avversario il quale se dà la risposta esatta conserva la mano di gioco. Se invece nessuno dei due risponde correttamente alla domanda, viene svelata la risposta dal conduttore e il giocatore conserva la mano di gioco.
Al termine della prova, il concorrente che avrà mantenuto la mano di gioco fino allo scadere del tempo andrà al gioco finale.
Il gioco è quasi simile a L'ultima sfida - La sfera. L'unica differenza è che se l'avversario non riesce a rispondere prima del gong definitivo, vince il concorrente opposto.

### La Ghigliottina(settima e ultima gara con un concorrente)
La Ghigliottina è il gioco finale, presente dalla stagione televisiva 2005-2006 in sostituzione de L'eredità e nato da un'idea di Stefano Santucci, autore e ideatore della trasmissione.
Lo scopo del gioco è indovinare una parola attraverso una serie di altre cinque parole a essa attinenti. Al concorrente vengono presentate cinque coppie di parole, di cui deve scegliere una e fra le quali una sola è l'indizio giusto, mentre l'altra è un "intruso"; se sceglie la parola giusta il montepremi rimane intatto, in caso contrario viene dimezzato. Trovati tutti e cinque gli indizi, il concorrente ha a disposizione un minuto per trovare una parola che si associ logicamente ad ognuno di essi. Se indovina vince il montepremi, altrimenti non vince nulla e torna di diritto nella puntata successiva. Fino all'edizione 2018/2019, nel caso in cui il concorrente vinceva l'intero montepremi senza aver mai dimezzato scegliendo le parole, non tornava nella successiva puntata.

## Edizioni
| Edizione | Anno      | Periodo           | Periodo        | Conduzione      | Conduzione      | Regia              | Studio di produzione                                              |
| Edizione | Anno      | Inizio            | Fine           | Conduzione      | Conduzione      | Regia              | Studio di produzione                                              |
| -------- | --------- | ----------------- | -------------- | --------------- | --------------- | ------------------ | ----------------------------------------------------------------- |
| 1ª       | 2002-2003 | 29 luglio 2002    | 31 agosto 2002 | Amadeus         | Amadeus         | Stefano Vicario    | Studio 5 del Centro di Produzione RAI-DEAR Nomentano, Roma        |
| 1ª       | 2002-2003 | 2 settembre 2002  | 28 giugno 2003 | Amadeus         | Amadeus         | Stefano Vicario    | Studio TV3 del Centro di produzione Rai di Corso Sempione, Milano |
| 2ª       | 2003-2004 | 1º settembre 2003 | 26 giugno 2004 | Amadeus         | Amadeus         | Stefano Vicario    | Studio TV3 del Centro di produzione Rai di Corso Sempione, Milano |
| 3ª       | 2004-2005 | 30 agosto 2004    | 4 giugno 2005  | Amadeus         | Amadeus         | Stefano Vicario    | Studio TV3 del Centro di produzione Rai di Corso Sempione, Milano |
| 4ª       | 2005-2006 | 12 settembre 2005 | 10 giugno 2006 | Amadeus         | Amadeus         | Stefano Vicario    | Studio 5 del Centro di Produzione RAI-DEAR Nomentano, Roma        |
| 5ª       | 2006-2007 | 4 settembre 2006  | 30 giugno 2007 | Carlo Conti     | Carlo Conti     | Maurizio Pagnussat | Studio 5 del Centro di Produzione RAI-DEAR Nomentano, Roma        |
| 6ª       | 2007-2008 | 3 settembre 2007  | 19 aprile 2008 | Carlo Conti     | Carlo Conti     | Maurizio Pagnussat | Studio 5 del Centro di Produzione RAI-DEAR Nomentano, Roma        |
| 7ª       | 2008-2009 | 15 settembre 2008 | 27 giugno 2009 | Carlo Conti     | Carlo Conti     | Maurizio Pagnussat | Studio 5 del Centro di Produzione RAI-DEAR Nomentano, Roma        |
| 8ª       | 2009-2010 | 7 settembre 2009  | 20 giugno 2010 | Carlo Conti     | Carlo Conti     | Maurizio Pagnussat | Studio 5 del Centro di Produzione RAI-DEAR Nomentano, Roma        |
| 9ª       | 2010-2011 | 12 settembre 2010 | 11 giugno 2011 | Carlo Conti     | Carlo Conti     | Maurizio Pagnussat | Studio 5 del Centro di Produzione RAI-DEAR Nomentano, Roma        |
| 10ª      | 2011-2012 | 5 settembre 2011  | 7 giugno 2012  | Carlo Conti     | Carlo Conti     | Maurizio Pagnussat | Studio 5 del Centro di Produzione RAI-DEAR Nomentano, Roma        |
| 11ª      | 2012-2013 | 9 settembre 2012  | 25 maggio 2013 | Carlo Conti     | Carlo Conti     | Maurizio Pagnussat | Studio 6 del Centro di Produzione RAI-DEAR Nomentano, Roma        |
| 12ª      | 2013-2014 | 16 settembre 2013 | 31 maggio 2014 | Carlo Conti     | Fabrizio Frizzi | Maurizio Pagnussat | Studio 6 del Centro di Produzione RAI-DEAR Nomentano, Roma        |
| 13ª      | 2014-2015 | 14 settembre 2014 | 30 maggio 2015 | Carlo Conti     | Fabrizio Frizzi | Sabrina Busiello   | Studio 6 del Centro di Produzione RAI-DEAR Nomentano, Roma        |
| 14ª      | 2015-2016 | 21 settembre 2015 | 29 maggio 2016 | Carlo Conti     | Fabrizio Frizzi | Sabrina Busiello   | Teatro 18 di Cinecittà, Roma                                      |
| 15ª      | 2016-2017 | 2 ottobre 2016    | 4 giugno 2017  | Fabrizio Frizzi | Fabrizio Frizzi | Sabrina Busiello   | Teatro 18 di Cinecittà, Roma                                      |
| 16ª      | 2017-2018 | 20 settembre 2017 | 3 giugno 2018  | Fabrizio Frizzi | Carlo Conti     | Sabrina Busiello   | Studio 4 degli Studi televisivi Fabrizio Frizzi, Roma             |
| 17ª      | 2018-2019 | 24 settembre 2018 | 2 giugno 2019  | Flavio Insinna  | Flavio Insinna  | David Marcotulli   | Studio 4 degli Studi televisivi Fabrizio Frizzi, Roma             |
| 18ª      | 2019-2020 | 25 settembre 2019 | 28 giugno 2020 | Flavio Insinna  | Flavio Insinna  | Paola Baccini      | Studio 4 degli Studi televisivi Fabrizio Frizzi, Roma             |
| 19ª      | 2020-2021 | 28 settembre 2020 | 6 giugno 2021  | Flavio Insinna  | Flavio Insinna  | Paola Baccini      | Studio 4 degli Studi televisivi Fabrizio Frizzi, Roma             |
| 20ª      | 2021-2022 | 27 settembre 2021 | 5 giugno 2022  | Flavio Insinna  | Flavio Insinna  | Paola Baccini      | Studio 4 degli Studi televisivi Fabrizio Frizzi, Roma             |
| 21ª      | 2022-2023 | 31 ottobre 2022   | 18 giugno 2023 | Flavio Insinna  | Flavio Insinna  | Luigi Rizza        | Studio 4 degli Studi televisivi Fabrizio Frizzi, Roma             |
| 22ª      | 2024      | 2 gennaio 2024    | 2 giugno 2024  | Marco Liorni    | Marco Liorni    | Luigi Rizza        | Studio 4 degli Studi televisivi Fabrizio Frizzi, Roma             |
| 23ª      | 2024-2025 | 3 novembre 2024   | 7 giugno 2025  | Marco Liorni    | Marco Liorni    | Luigi Rizza        | Studio 4 degli Studi televisivi Fabrizio Frizzi, Roma             |

## Ereditiere, Professoresse e Professori
Nelle prime quattro edizioni, quelle affidate alla conduzione di Amadeus, il programma prevedeva la partecipazione di un gruppo di vallette chiamate "ereditiere", protagoniste di alcuni stacchetti musicali. Dal 4 settembre 2006, con l'arrivo di Carlo Conti, le "ereditiere" vengono rinominate "professoresse" e, oltre a essere protagoniste dei vari stacchetti musicali, interagiscono con il conduttore fornendo spiegazioni alle risposte dei vari giochi. Rispetto alle precedenti colleghe, le "professoresse" adottano un look meno appariscente. Dal 13 dicembre 2021 la "professoressa" Ginevra Francesca Pisani viene sostituita da Andrea Cerelli, che diventa così il primo "professore" di sesso maschile del programma.
| Edizione | Ereditiere, Professoresse, Professori | Ereditiere, Professoresse, Professori | Ereditiere, Professoresse, Professori | Ereditiere, Professoresse, Professori | Ereditiere, Professoresse, Professori | Ereditiere, Professoresse, Professori |
| -------- | ------------------------------------- | ------------------------------------- | ------------------------------------- | ------------------------------------- | ------------------------------------- | ------------------------------------- |
| 1ª       | Giovanna Civitillo                    | Elena Santarelli                      | Cristina D'Alberto Rocaspana          | Simona Petrucci                       | Donatella Salvatico                   | Anna Gigli Molinari                   |
| 2ª       | Giovanna Civitillo                    | Elena Santarelli                      | Giulia Olivetti                       | Cinzia Cileo                          | Liliam da Cunha                       | Gianna Rossi                          |
| 3ª       | Giovanna Civitillo                    | Claudia De Falchi                     | Ombretta Valenti                      | Ivana Lo Piccolo                      | Giulia Petrini                        | Giulia Petrini                        |
| 4ª       | Giovanna Civitillo                    | Claudia De Falchi                     | Ombretta Valenti                      | Miriam Della Guardia                  | Valentina Zenga                       | Valentina Zenga                       |
| 5ª       | Roberta Morise                        | Sara Facciolini                       | Elena Ossola                          | Elena Ossola                          | Angela Tuccia                         | Angela Tuccia                         |
| 6ª       | Roberta Morise                        | Sara Facciolini                       | Elena Ossola                          | Elena Ossola                          | Angela Tuccia                         | Angela Tuccia                         |
| 7ª       | Roberta Morise                        | Sara Facciolini                       | Elena Ossola                          | Elena Ossola                          | Angela Tuccia                         | Angela Tuccia                         |
| 8ª       | Cristina Buccino                      | Serena Gualinetti                     | Benedetta Mazza                       | Benedetta Mazza                       | Enrica Pintore                        | Enrica Pintore                        |
| 9ª       | Cristina Buccino                      | Serena Gualinetti                     | Benedetta Mazza                       | Benedetta Mazza                       | Enrica Pintore                        | Enrica Pintore                        |
| 10ª      | Ludovica Caramis                      | Eleonora Cortini                      | Francesca Fichera                     | Francesca Fichera                     | Laura Forgia                          | Laura Forgia                          |
| 11ª      | Ludovica Caramis                      | Eleonora Cortini                      | Francesca Fichera                     | Francesca Fichera                     | Laura Forgia                          | Laura Forgia                          |
| 12ª      | Ludovica Caramis                      | Eleonora Cortini                      | Francesca Fichera                     | Francesca Fichera                     | Laura Forgia                          | Laura Forgia                          |
| 13ª      | Ludovica Caramis                      | Eleonora Cortini                      | Francesca Fichera                     | Francesca Fichera                     | Laura Forgia                          | Laura Forgia                          |
| 14ª      | Ludovica Caramis                      | Eleonora Cortini                      | Francesca Fichera                     | Francesca Fichera                     | Laura Forgia                          | Laura Forgia                          |
| 15ª      | Ludovica Caramis                      | Eleonora Cortini                      | Francesca Fichera                     | Francesca Fichera                     | —                                     | —                                     |
| 16ª      | Eleonora Arosio                       | Vera Santagata                        | Laura Dazzi                           | Laura Dazzi                           | Chiara Esposito                       | Chiara Esposito                       |
| 17ª      | Eleonora Arosio                       | Vera Santagata                        | Laura Dazzi                           | Laura Dazzi                           | Chiara Esposito                       | Chiara Esposito                       |
| 18ª      | Sara Arfaoui                          | Ginevra Francesca Pisani              | Federica Calemme                      | Federica Calemme                      | Daisy Mancini                         | Daisy Mancini                         |
| 19ª      | Sara Arfaoui                          | Ginevra Francesca Pisani              | —                                     | —                                     | —                                     | —                                     |
| 20ª      | Samira Lui                            | Ginevra Francesca Pisani              | Andrea Cerelli                        | Eleonora Arosio                       | Roberta Morise                        | Roberta Morise                        |
| 21ª      | Samira Lui                            | —                                     | Andrea Cerelli                        | Eleonora Arosio                       | —                                     | —                                     |
| 22ª      | Michelle Masullo                      | Michelle Masullo                      | Michelle Masullo                      | Naomi Buonomo                         | Naomi Buonomo                         | Naomi Buonomo                         |
| 23ª      | Linda Pani                            | Linda Pani                            | Linda Pani                            | Greta Zuccarello                      | Greta Zuccarello                      | Greta Zuccarello                      |

## Audience
| Edizione | Rete televisiva | Anno      | Stagione          | Programmazione | Programmazione | Programmazione | Programmazione | Programmazione | Programmazione | Programmazione | Collocazione | La sfida dei 7 | La sfida dei 7 | L'eredità      | L'eredità |
| Edizione | Rete televisiva | Anno      | Stagione          | L              | M              | M              | G              | V              | S              | D              | Collocazione | Telespettatori | Share          | Telespettatori | Share     |
| -------- | --------------- | --------- | ----------------- | -------------- | -------------- | -------------- | -------------- | -------------- | -------------- | -------------- | ------------ | -------------- | -------------- | -------------- | --------- |
| 1ª       | Rai 1           | 2002-2003 | estate-estate     |                |                |                |                |                |                |                | Preserale    | –              | –              | –              | –         |
| 2ª       | Rai 1           | 2003-2004 | estate-estate     |                |                |                |                |                |                |                | Preserale    | –              | –              | –              | –         |
| 3ª       | Rai 1           | 2004-2005 | estate-primavera  |                |                |                |                |                |                |                | Preserale    | –              | –              | –              | –         |
| 4ª       | Rai 1           | 2005-2006 | estate-primavera  |                |                |                |                |                |                |                | Preserale    | –              | –              | –              | –         |
| 5ª       | Rai 1           | 2006-2007 | estate-estate     |                |                |                |                |                |                |                | Preserale    | –              | –              | –              | –         |
| 7ª       | Rai 1           | 2007-2008 | estate-primavera  |                |                |                |                |                |                |                | Preserale    | –              | –              | –              | –         |
| 8ª       | Rai 1           | 2008-2009 | estate-estate     |                |                |                |                |                |                |                | Preserale    | –              | –              | –              | –         |
| 9ª       | Rai 1           | 2009-2010 | estate-primavera  |                |                |                |                |                |                |                | Preserale    | –              | –              | –              | –         |
| 9ª       | Rai 1           | 2010-2011 | estate-primavera  | 4 469 000      | 25,08%         |                |                |                |                |                | Preserale    | –              | –              |                |           |
| 10ª      | Rai 1           | 2011-2012 | estate-primavera  | 4 085 000      | 21,90%         |                |                |                |                |                | Preserale    | –              | –              |                |           |
| 11ª      | Rai 1           | 2012-2013 | estate-primavera  | 4 016 000      | 21,13%         |                |                |                |                |                | Preserale    | –              | –              |                |           |
| 12ª      | Rai 1           | 2013-2014 | estate-primavera  | 4 089 000      | 21,82%         |                |                |                |                |                | Preserale    | –              | –              |                |           |
| 13ª      | Rai 1           | 2014-2015 | estate-primavera  | 4 379 000      | 23,30%         |                |                |                |                |                | Preserale    | –              | –              |                |           |
| 14ª      | Rai 1           | 2015-2016 | estate-primavera  | 3 297 000      | 20,61%         | 4 762 000      | 24,34%         |                |                |                | Preserale    |                |                |                |           |
| 15ª      | Rai 1           | 2016-2017 | autunno-primavera | 3 220 000      | 20,77%         | 4 661 000      | 24,79%         |                |                |                | Preserale    |                |                |                |           |
| 16ª      | Rai 1           | 2017-2018 | estate-primavera  | –              | –              | –              | –              |                |                |                | Preserale    |                |                |                |           |
| 17ª      | Rai 1           | 2018-2019 | autunno-primavera | –              | –              | –              | –              |                |                |                | Preserale    |                |                |                |           |
| 18ª      | Rai 1           | 2019-2020 | autunno-estate    | –              | –              | 4 191 000      | 21,60%         |                |                |                | Preserale    |                |                |                |           |
| 19ª      | Rai 1           | 2020-2021 | autunno-primavera | –              | –              | –              | –              |                |                |                | Preserale    |                |                |                |           |
| 20ª      | Rai 1           | 2021-2022 | autunno-primavera | –              | –              | –              | –              |                |                |                | Preserale    |                |                |                |           |
| 21ª      | Rai 1           | 2022-2023 | autunno-primavera | –              | –              | –              | –              |                |                |                | Preserale    |                |                |                |           |
| 22ª      | Rai 1           | 2024      | inverno-primavera | –              | –              | –              | –              |                |                |                | Preserale    |                |                |                |           |
| 23ª      | Rai 1           | 2024-2025 | autunno-primavera | –              | –              | 4 122 000      | 25,50%         |                |                |                | Preserale    |                |                |                |           |

## Puntate speciali
| Messa in onda | Messa in onda | Titolo                                | Conduttore                    | Note | Concorrenti | Ospiti | Ascolti        | Ascolti | Ascolti |
| Messa in onda | Messa in onda | Titolo                                | Conduttore                    | Note | Concorrenti | Ospiti | Telespettatori | Share   | Fonte   |
| ------------- | ------------- | ------------------------------------- | ----------------------------- | --- | --- | --- | -------------- | ------- | ------- |
| 2003          | 16 gennaio    | Galà de L'eredità                     | Amadeus                       | Puntata speciale in prima serata con concorrenti VIP. Il ricavato della vincita venne devoluto in beneficenza a favore dell'UNICEF per sostenere il finanziamento del progetto di costruzione di scuole per i bambini delle comunità sfollate di Poipet, in Cambogia. | Carlo Conti, Antonella Clerici, Maddalena Corvaglia, Giancarlo Magalli, Pietro Taricone, Giovanni Trapattoni, Simona Ventura | – | 8 741 000      | 33,40%  | –       |
| 2003          | 1º marzo      | Galà de L'eredità                     | Amadeus                       | Puntata speciale in prima serata con concorrenti VIP. | Paolo Bonolis, Lorella Cuccarini, Mara Venier, Elenoire Casalegno, Roberto Cavalli, Massimo Giletti, Pupo | – | 6 737 000      | 28,90%  | –       |
| 2003          | 5 aprile      | Galà de L'eredità                     | Amadeus                       | Puntata speciale in prima serata con concorrenti VIP. Il ricavato della vincita venne devoluto in beneficenza all'UNICEF a sostegno della campagna a favore dei bambini iracheni. | Valeria Marini, Paola Barale, Annamaria Barbera, Federica Panicucci, Simona Izzo e Ricky Tognazzi, Paolo Brosio, Massimo Boldi | – | 6 840 000      | 25,35%  | –       |
| 2003          | 20 settembre  | Galà de L'eredità                     | Amadeus                       | Puntata speciale in prima serata con concorrenti VIP. | Natalia Estrada, Heather Parisi, Pino Insegno, Claudio Lippi, Paola Perego, Antonella Mosetti, Tiberio Timperi | – | 7 976 000      | 26,93%  | –       |
| 2003          | 2 dicembre    | Galà de L'eredità                     | Amadeus                       | Puntata speciale in prima serata con parte dei concorrenti della prima edizione de L'isola dei famosi, conclusasi con successo qualche giorno prima. | Giada De Blanck, Barbara Chiappini, Adriano Pappalardo, Walter Nudo, Carmen Russo, Maria Teresa Ruta, Fabio Testi | – | 8 019 000      | 22,03%  | –       |
| 2004          | 24 febbraio   | Galà de L'eredità                     | Amadeus                       | Puntata speciale in prima serata con concorrenti VIP. | Ilary Blasi, Roberta Capua, Amanda Lear, Claudio Lippi, Giancarlo Magalli, Marco Mazzocchi, Alba Parietti. | – | 7 480 000      | 27,80%  | –       |
| 2004          | 21 settembre  | Galà de L'eredità                     | Amadeus                       | Puntata speciale in prima serata con concorrenti dei cantanti famosi. Il ricavato della vincita venne devoluto all'Associazione “Ali di Scorta” ONLUS, che opera presso i reparti di Neurochirurgia Infantile e Oncologia Pediatrica del Policlinico “A. Gemelli” di Roma, per la lotta alle malformazioni ed ai tumori cerebrali infantili.                                                                 | Marcella Bella, Ivan Cattaneo, Nino D'Angelo, Fiordaliso, Donatella Rettore, Edoardo Vianello. | – | 4 242 000      | 17,40%  | [ 48 ]  |
| 2005          | 17 dicembre   | Galà de L'eredità                     | Amadeus                       | Puntata speciale in prima serata con concorrenti VIP che hanno partecipato alle recenti puntate di Ballando con le stelle e L'isola dei famosi. Vengono realizzate due manche In seguito, i vincitori delle due manche diventano i protagonisti del gioco Il duello, che decreta il concorrente della Ghigliottina. Il premio finale è devoluto in beneficenza all'Ospedale pediatrico Bambino Gesù di Roma. | Nella prima manche si sfidano Marco Mazzocchi, Alessandra Canale, Syusy Blady, Paolo Belli, Amanda Lear protagonisti in quella stagione di Ballando con le stelle; nella seconda manche si sfidano Albano Carrisi, Enzo Paolo Turchi, Daniele Interrante, Manuel Casella, Cristina Quaranta, protagonisti de L'isola dei famosi. | – |                |         |         |
| 2009          | 13 dicembre   | L'eredità - Speciale Telethon         | Carlo Conti                   | Puntate domenicali in diretta dedicate alla maratona Telethon in onda in fascia preserale con concorrenti VIP. | Pippo Baudo, Fabrizio Frizzi, Gigi D'Alessio, Milly Carlucci, Emanuela Aureli, Nino Frassica, Gloria Guida | Luca Cordero di Montezemolo, Paolo Garimberti, Mauro Mazza                                                                                       | 4 785 000      | 25,22%  | [ 49 ]  |
| 2010          | 19 dicembre   | L'eredità - Speciale Telethon         | Carlo Conti                   | Puntate domenicali in diretta dedicate alla maratona Telethon in onda in fascia preserale con concorrenti VIP. | Lucia Ocone, Anna Tatangelo, Claudio Lippi, Maurizio Battista, Fabrizio Frizzi, Cristiano Malgioglio | Lucia Ocone, Anna Tatangelo, Claudio Lippi, Maurizio Battista, Fabrizio Frizzi, Cristiano Malgioglio                                             | 4 901 000      | 24,97%  | [ 50 ]  |
| 2011          | 25 febbraio   | L'eredità - Sfida tra campioni        | Carlo Conti                   | Puntata speciale in prima serata. In palio un montepremi finale di 600000 €. | – | – | 4 212 000      | 15,33%  | [ 51 ]  |
| 2011          | 18 marzo      | L'eredità - Speciale Fratelli di Test | Carlo Conti                   | Speciale in prima serata realizzato in occasione della ricorrenza dei 150 anni dall'Unità d'Italia, unisce i format del quiz e del programma Fratelli di Test, condotto nel 2007 sempre da Carlo Conti. Il tema proposto nella puntata era Quanto siamo italiani? | Giulio Andreotti, Katia Ricciarelli, Maria Grazia Cucinotta, Tosca D'Aquino, Barbara De Rossi, Gabriella Pession, Lamberto Sposini, Franco Di Mare, Paolo Brosio. | – | 4 210 000      | 16,48%  | [ 52 ]  |
| 2011          | 18 dicembre   | L'eredità - Speciale Telethon         | Carlo Conti                   | Puntate domenicali in diretta dedicate alla maratona Telethon in onda in fascia preserale con concorrenti VIP. | Fabrizio Frizzi, Maurizio Battista, Claudio Lippi, Elena Sofia Ricci, Rosita Celentano, Laura Barriales. | Luca Cordero di Montezemolo, Paolo Belli, Arianna Ciampoli                                                                                       | 4 174 000      | 20,75%  | [ 53 ]  |
| 2012          | 16 dicembre   | L'eredità - Speciale Telethon         | Carlo Conti                   | Puntate domenicali in diretta dedicate alla maratona Telethon in onda in fascia preserale con concorrenti VIP. | Fabrizio Frizzi, Marco Liorni, Bianca Guaccero, Gabriele Cirilli, Luisa Ranieri, Christian De Sica | David Pratelli, Luca Cordero di Montezemolo, Luigi Gubitosi                                                                                      | 3 991 000      | 19,85%  | [ 54 ]  |
| 2013          | 15 dicembre   | L'eredità - Speciale Telethon         | Carlo Conti                   | Puntata dedicata alla Maratona Telethon in onda in prima serata con concorrenti VIP. | Giorgio Panariello, Serena Autieri, Leonardo Pieraccioni, Maurizio Battista, Emanuela Aureli, Fabrizio Frizzi | Luca Cordero Di Montezemolo, Luigi Gubitosi, Marco Masini, Bruno Vespa                                                                           | 5 120 000      | 20,23%  | [ 55 ]  |
| 2015          | 8 novembre    | L'eredità - speciale Airc             | Carlo Conti e Fabrizio Frizzi | Puntata dedicata all'Airc ed alla raccolta fondi con ospiti e momenti di sensibilizzazione sul tema. In onda in orario preserale con concorrenti VIP. | Enzo Iacchetti, Daniela Ferolla, Sergio Friscia, Elisa Isoardi, Francesca Fialdini | Antonella Clerici | 3 544 000      | 17,71%  | [ 56 ]  |
| 2016          | 2 novembre    | L'eredità - speciale Airc             | Fabrizio Frizzi               | Puntata dedicata all'Airc in onda in prima serata con concorrenti VIP. | Enzo Iacchetti, Mia Ceran, Gigi D'Alessio, Chiara Francini, Nino Frassica, Gloria Guida, Carlo Conti, Pippo Baudo | Maurizio Battista | 3 073 000      | 13,20%  | [ 57 ]  |
| 2017          | 24 settembre  | L'eredità Show                        | Fabrizio Frizzi               | Puntate speciali domenicali, che precedono la normale trasmissione, con concorrenti VIP. | Eleonora Daniele, Elisa Isoardi, Daniela Ferolla, Laura Chimenti, Valeria Graci, Bianca Guaccero, Gigi e Ross | – | 1 828 000      | 13,00%  | [ 59 ]  |
| 2017          | 1º ottobre    | L'eredità Show                        | Fabrizio Frizzi               | Puntate speciali domenicali, che precedono la normale trasmissione, con concorrenti VIP. | Gabriele Cirilli, Francesca Fialdini, Alessia Macari, Alberto Matano, Paolo Fox, Giancarlo Magalli, Claudio Lippi | – | 1 686 000      | 11,60%  | [ 60 ]  |
| 2017          | 4 novembre    | L'eredità - speciale Airc             | Carlo Conti                   | Puntate dedicate all'Airc ed alla raccolta fondi con ospiti e momenti di sensibilizzazione sul tema. In onda in orario preserale. I Concorrenti sono medici, ricercatori, volontari e survivor. In caso di vincita alla ghigliottina, il montepremi sarà devoluto totalmente alla fondazione Airc. | I concorrenti sono medici, ricercatori, volontari e survivor. | Loretta Goggi | 3 445 000      | 20,30%  | [ 61 ]  |
| 2018          | 4 novembre    | L'eredità - speciale Airc             | Flavio Insinna                | Puntate dedicate all'Airc ed alla raccolta fondi con ospiti e momenti di sensibilizzazione sul tema. In onda in orario preserale. I Concorrenti sono medici, ricercatori, volontari e survivor. In caso di vincita alla ghigliottina, il montepremi sarà devoluto totalmente alla fondazione Airc. | I concorrenti sono medici, ricercatori, volontari e survivor. | Carlo Conti | 3 229 000      | 17,20%  | [ 62 ]  |
| 2019          | 3 novembre    | L'eredità - speciale Airc             | Flavio Insinna                | Puntate dedicate all'Airc ed alla raccolta fondi con ospiti e momenti di sensibilizzazione sul tema. In onda in orario preserale. I Concorrenti sono medici, ricercatori, volontari e survivor. In caso di vincita alla ghigliottina, il montepremi sarà devoluto totalmente alla fondazione Airc. | I concorrenti sono medici, ricercatori, volontari e survivor. | Carlo Conti | 3 502 000      | 17,30%  | [ 63 ]  |
| 2020          | 8 novembre    | L'eredità - speciale Airc             | Flavio Insinna                | Puntate dedicate all'Airc ed alla raccolta fondi con ospiti e momenti di sensibilizzazione sul tema. In onda in orario preserale. I Concorrenti sono medici, ricercatori, volontari e survivor. In caso di vincita alla ghigliottina, il montepremi sarà devoluto totalmente alla fondazione Airc. | I concorrenti sono medici, ricercatori, volontari e survivor. | – | 3 545 000      | 15,90%  | [ 64 ]  |
| 2021          | 31 ottobre    | L'eredità - speciale Airc             | Flavio Insinna                | Puntate dedicate all'Airc ed alla raccolta fondi con ospiti e momenti di sensibilizzazione sul tema. In onda in orario preserale. I Concorrenti sono medici, ricercatori, volontari e survivor. In caso di vincita alla ghigliottina, il montepremi sarà devoluto totalmente alla fondazione Airc. | I concorrenti sono medici, ricercatori, volontari e survivor. | – | 2 988 000      | 16,40%  | [ 65 ]  |
| 2022          | 28 gennaio    | L'eredità - Serata Sanremo            | Flavio Insinna                | Puntata in onda in prima serata con concorrenti VIP, dedicata alla storia del Festival di Sanremo. | Mara Venier, Serena Bortone, Pierpaolo Spollon, Nino Frassica, Pietro Pulcini, Alberto Angela, Luca Barbarossa, Gabriele Cirilli, Gigi D'Alessio | Mara Venier, Serena Bortone, Pierpaolo Spollon, Nino Frassica, Pietro Pulcini, Alberto Angela, Luca Barbarossa, Gabriele Cirilli, Gigi D'Alessio | 3 150 000      | 15,64%  | [ 66 ]  |
| 2022          | 2 aprile      | L'eredità - Una sera insieme          | Flavio Insinna                | Puntate in onda in prima serata con concorrenti VIP. | Massimo Cannoletta, Orietta Berti, Paolo Conticini, Francesca Fialdini, Francesco Gabbani, Lillo & Greg, Matilde Gioli | Massimo Cannoletta, Orietta Berti, Paolo Conticini, Francesca Fialdini, Francesco Gabbani, Lillo & Greg, Matilde Gioli                           | 2 957 000      | 15,59%  | [ 67 ]  |
| 2022          | 21 maggio     | L'eredità - Una sera insieme          | Flavio Insinna                | Puntate in onda in prima serata con concorrenti VIP. | Arisa, Nino Frassica, Vanessa Gravina, Nathalie Guetta, Francesco Paolantoni, Pierpaolo Spollon, Iva Zanicchi | Loretta Goggi, Christian De Sica | 2 778 000      | 19,95%  | [ 68 ]  |
| 2022          | 2 novembre    | L'eredità - Una sera insieme          | Flavio Insinna                | Puntate in onda in prima serata con concorrenti VIP. | Serena Autieri, Cesare Bocci, Gabriele Cirilli, Gabriele Corsi, Nek, Francesco Paolantoni, Stefania Sandrelli, Ema Stokholma | Ricchi e Poveri, Gemelli di Guidonia | 2 112 000      | 13,40%  | [ 69 ]  |
| 2022          | 13 novembre   | L'eredità - speciale Airc             | Flavio Insinna                | Puntata dedicata all'Airc ed alla raccolta fondi con ospiti e momenti di sensibilizzazione sul tema. In onda in orario preserale. In caso di vincita alla ghigliottina, il montepremi sarà devoluto totalmente alla fondazione Airc. | I concorrenti sono medici, ricercatori, volontari e survivor. | Loretta Goggi | 3 920 000      | 22,10%  | [ 70 ]  |
| 2023          | 29 aprile     | L'eredità - Viva la Rai               | Flavio Insinna                | Puntata in onda in prima serata con concorrenti VIP, dedicata alla storia della Rai. | Matilde Gioli, Pierpaolo Spollon, Al Bano, Gigi D'Alessio, Nunzia De Girolamo, Tullio Solenghi, Massimo Lopez, Claudia Gerini | Luca Argentero | 2 520 000      | 16,43%  | [ 71 ]  |
| 2024          | 16 marzo      | L'eredità - Serata Sanremo            | Marco Liorni                  | Puntata in onda in prima serata sulla storia del Festival di Sanremo. | Anna Tatangelo, Beppe Vessicchio, Enrico Ruggeri, Max Giusti, Marisa Laurito, Elisabetta Gregoraci | Massimo Ranieri, Loretta Goggi | 2 472 000      | 16,20%  | [ 72 ]  |
| 2024          | 23 marzo      | L'eredità - Viva la Rai               | Marco Liorni                  | Puntata in onda in prima serata dedicata ai 70 anni della Rai. | Giacomo Giorgio, Ciro Priello, Fabio Balsamo, Elisa Isoardi, Giancarlo Magalli, Gigi Marzullo, Paola Perego, Max Tortora | Raul Bova, Bianca Guaccero, Topo Gigio | 2 367 000      | 15,65%  | [ 73 ]  |
| 2024          | 10 novembre   | L'eredità - Speciale Airc             | Marco Liorni                  | Puntata speciale in fascia preserale per devolvere la cifra all'Airc. | 6 concorrenti scelti tra gli ex campioni del programma delle passate edizioni. | – | 3 830 000      | 21,74%  | [ 74 ]  |
| 2025          | 8 marzo       | L'eredità - Serata Sanremo            | Marco Liorni                  | Puntata in onda in prima serata con concorrenti VIP, dedicata alla storia del Festival di Sanremo. | Clementino, Settembre, Marcella Bella, Sabrina Salerno, Nino Frassica, Leonardo De Amicis | Riccardo Cocciante | 2 253 000      | 15,50%  | [ 75 ]  |
| 2025          | 15 marzo      | L'eredità - Viva l'amore              | Marco Liorni                  | Puntate speciali in prima serata con coppie di concorrenti VIP. | Francesco Paolantoni, Gabriele Cirilli, Selvaggia Lucarelli, Lorenzo Biagiarelli, Simona Izzo, Ricky Tognazzi, Rossella Erra, Attilio Russo, Giulia Salemi, Pierpaolo Pretelli, Daniela Ferolla, Eleonora Daniele | Edoardo Leo, Pilar Fogliati, Serena Brancale, I Sansoni                                                                                          | 2 373 000      | 15,30%  | [ 76 ]  |
| 2025          | 2 maggio      | L'eredità - Tutti in viaggio          | Marco Liorni                  | Puntate speciali in prima serata con coppie di concorrenti VIP. | Martina Colombari, Alessandro Costacurta, Fabio Balsamo, Ciro Priello, Francesco Pannofino, Emanuela Rossi, Giuseppe Zeno, Margareth Madè, Barbara Foria, Francesco Paolantoni, Alba Parietti, Francesco Oppini | Irene Grandi, Luca Argentero | 2 009 000      | 13,80%  | [ 77 ]  |

### Altre puntate speciali e curiosità
- Il 16 dicembre 2002 è andata in onda una puntata in cui ogni concorrente è tifoso di una delle principali squadre di calcio italiane: Milan, Inter, Lazio, Roma, Juventus e Napoli. Durante la puntata i calciatori Iván Córdoba dell'Inter, Alessio Tacchinardi della Juventus e Alessandro Nesta del Milan augurano in video un in bocca al lupo ai concorrenti.
- Il 25 dicembre 2002, per ricreare il clima familiare del Natale, partecipano come concorrenti sette nonni.
- La puntata del 26 dicembre 2003 detiene un record per i concorrenti aventi lo stesso nome. Infatti ci sono ben 6 concorrenti di nome Stefano a giocare a questa puntata straordinaria.
- Il 14 febbraio 2003, in occasione di San Valentino, partecipano come concorrenti sette coppie formate da persone di nazionalità diverse, ovvero italiani che sono legati a partner stranieri provenienti da paesi come Argentina, Spagna, Cuba, Albania, Thailandia e Germania.
- Il 15 maggio 2004, in occasione della 500ª puntata del quiz, partecipano come concorrenti sette italiani che vivono all'estero, provenienti da Austria, Germania, Inghilterra, Paesi Bassi, Spagna e Svizzera.
- Il 25 dicembre 2007, per promuovere il suo film Una moglie bellissima, Leonardo Pieraccioni conduce una speciale "Ghigliottina" con Carlo Conti come concorrente. In tale occasione, l'attore si prende gioco di Conti che alla fine della puntata vince 1 € dopo aver dimezzato con 4 parole sbagliate su 5 la cifra di partenza, quella di 16 €. La parola della Ghigliottina è "moglie".
- L'11 dicembre 2011 va in onda una puntata speciale in cui i concorrenti erano i bambini del programma Ti lascio una canzone di Antonella Clerici.
- A Natale, a Capodanno e il giorno dell'Epifania della stagione 2011-2012 vanno in onda tre puntate speciali dedicate alle festività con protagonisti i bambini.
- La puntata del 1º aprile 2015 viene condotta da Flavio Insinna, come scherzo per i telespettatori, in occasione del pesce d'aprile, e viceversa Carlo Conti conduce Affari tuoi. Tale "pesce d'aprile'" tuttavia si trattava di un esperimento per testarli alla conduzione; difatti alcuni anni dopo, questo "scherzo" diventa reale con Conti a condurre una nuova edizione in prima serata del gioco dei pacchi, e Insinna al timone del fortunato quiz.
- Il 27 maggio e il 1º giugno 2017 vanno in onda due puntate speciali con il meglio della stagione. La puntata del 27 maggio presenta il titolo L'eredità - The Best. Tale titolo è stato utilizzato anche dalla puntata andata in onda il 1º gennaio 2018.
- Tra il 27 maggio e il 2 giugno 2019 vanno in onda sei puntate speciali nelle quali i migliori sette concorrenti campioni della diciassettesima edizione si sfidano con un torneo per conquistare il titolo di supercampione.
- Dopo la sospensione del programma per la pandemia di COVID-19, dal 4 maggio al 28 giugno 2020 vanno in onda ogni giorno delle puntate speciali alle quali partecipano i campioni delle stagioni precedenti de L'eredità e i soldi vinti sono devoluti a fondazioni benefiche, intitolate L'eredità - per l'Italia. Questi concorrenti sono sei anziché sette e cambiano ogni settimana. Dal 24 marzo al 4 aprile 2021 riprende il ciclo di puntate speciali in occasione del periodo pasquale.[78]
- Il 25 febbraio 2023 viene trasmessa la puntata numero 5000 del programma.[79][80]
- La ghigliottina del 27 maggio 2024 è stata firmata dall’attore Premio Oscar Roberto Benigni.

Anche gli stessi conduttori del programma hanno avuto ruoli differenti all'interno della trasmissione. Fabrizio Frizzi ha partecipato in numerose puntate speciali come ospite e concorrente, in particolare in quelle dedicate alla maratona Telethon, prima di diventare uno dei conduttori dal 2014. Carlo Conti, il conduttore più longevo della trasmissione, ha invece partecipato come concorrente nel primo Galà de L'eredità il 16 gennaio 2003. Marco Liorni ha partecipato come concorrente alla puntata speciale dedicata a Telethon il 16 dicembre 2012. Amadeus, ideatore e primo conduttore del programma, e Flavio Insinna non hanno mai partecipato al quiz come concorrenti.

## Controversie
Nel gennaio 2004 uno degli stacchetti dell'ereditiera Giovanna Civitillo all'interno della Scossa (ispirato alla più famosa mossa) venne indicato dall'allora presidente della Rai Lucia Annunziata come inadatto a una trasmissione in onda in quella fascia oraria, oltre che offensivo nei confronti della dignità delle donne, ordinando quindi l'eliminazione della Scossa e dello stacchetto dalla trasmissione. Il conduttore Amadeus prese male la cosa e minacciò più volte di far scadere il contratto con la Rai a fine stagione se il gioco fosse stato chiuso. La diatriba proseguì per tutta la primavera 2004, fin quando ai primi di maggio il tutto si risolse consensualmente tra la Rai e Lucio Presta, agente del conduttore; la Scossa rimase a far parte del programma, mentre lo stacchetto venne eliminato.
Alcune considerazioni negative sugli stacchetti delle varie ereditiere (in particolare sempre della Civitillo nella scossa) sono però rimaste da parte della critica, alle quali si sono aggiunte forti controversie anche sul look delle vallette, ritenuto troppo appariscente. A partire dal 2006, con l'arrivo alla conduzione di Carlo Conti, le vallette assumono un look più sobrio, oltre a essere appellate con il titolo di "professoresse".
In una puntata della stagione 2004/2005, durante la sfida finale, si è verificato un controverso episodio che ha visto coinvolti l'allora presentatore Amadeus ed il campione in carica Pedro Valti, che si è concluso con la squalifica e l'allontanamento di quest'ultimo e l'assegnazione della vittoria alla sfidante Maria. La ragione di tale decisione fu il fatto che, durante la sfida finale, il concorrente aveva iniziato a dare risposte poco attinenti e provocatorie, quindi Amadeus, ritenendo tale comportamento irrispettoso, si irritò e gli chiese di lasciare la trasmissione. Anni dopo, lo stesso Valti ha raccontato la vicenda ad alcuni giornalisti, fornendo la sua versione riguardo a cosa era accaduto in quella puntata: secondo quanto dichiarato, la concorrente Maria, che aveva gareggiato con lui, era stata agevolata in modo eccessivo dagli autori del quiz al fine di farla diventare campionessa, ponendole domande più facili rispetto agli altri, e per tale motivo Valti, al momento della sfida finale, capendo che ormai la sua sconfitta era pressoché segnata, avrebbe cominciato ad assumere quell'atteggiamento per protesta, suscitando l'ira del conduttore.

## Nella finzione
- Nel film Il pranzo della domenica del 2003, il giornalista sportivo Nicola Lo Iacono, interpretato da Rocco Papaleo, alla fine del film partecipa a una puntata de L'eredità, allora condotto da Amadeus, riuscendo a vincere 350000 € al gioco finale.
- Nel periodo della sua conduzione del programma, Amadeus è stato oggetto di una parodia da parte di Max Tortora.

## Merchandising
Il gioco da tavolo de L'eredità è stato creato nel 2002 dalla Editrice Giochi e proposto in diverse versioni, aggiornate nel corso delle stagioni. Oltre che disponibile nei vari negozi, il gioco in scatola viene consegnato a partire dal 2006, alla fine del gioco del Duello, al concorrente eliminato. Nel 2015 ha iniziato le pubblicazioni L'eredità, settimanale ufficiale del programma, diventato mensile dal 2016 al 2017. Dall'edizione 2018-2019 torna a essere prodotto il gioco in scatola de “L'eredità” edito stavolta da Clementoni.
Alla fine del 2003 venne messo in vendita il videogioco basato sul programma, sviluppato e distribuito dalla Milestone per le piattaforme PC e PlayStation 2. Questo video è per lo più incentrato sulla seconda edizione (2003/2004) e ha la voce ufficiale del conduttore dell'epoca Amadeus. Altre versioni digitali del gioco sono state sviluppate anche dalla stessa Rai nonché come applicazioni per iPad.
- L'eredità - Ne resterà solo uno, gioco in scatola, Editrice Giochi, 2002
- L'eredità - il grande successo di RaiUno, videogioco (PC, PlayStation 2), Milestone, 2003
- L'eredità - Seconda edizione, gioco in scatola, Editrice Giochi, 2004
- L'eredità - Il grande successo di Raiuno - Terza edizione, gioco in scatola, Editrice Giochi, 2006
- Direttamente da L'eredità, La ghigliottina, gioco in scatola, Editrice Giochi, 2006
- L'eredità, contiene anche la ghigliottina, gioco in scatola, Editrice Giochi, 2007 e 2009
- L'eredità, duello e ghigliottina, gioco on-line sul sito RAI, 2011-2012
- L'eredità, il grande successo di Rai Uno, gioco in scatola, Editrice Giochi, 2011
- L'eredità Online, videogioco (PC), Softonic, 2012
- La Ghigliottina, app per iPad, App Store, 2013
- L'eredità, il gioco ufficiale, Clementoni, 2018

## Esportazione del format
Il programma è basato sul format argentino El legado, creato da Marcelo Ferrero e trasmesso su Telefe. Esso è stato poi esportato in numerosi paesi, tra cui Francia, Polonia, Ungheria, Turchia, Belgio, Spagna, Portogallo, Messico e Brasile.
La maggior parte di questi paesi utilizza prove diverse da quelle della versione italiana, ma molti (tranne la prima edizione spagnola, la prima edizione turca, l'edizione francese e l'edizione ungherese) hanno anche utilizzato La ghigliottina come prova finale, la quale è di concezione italiana. Altre versioni de La ghigliottina hanno portato alla produzione anche di un gioco da tavolo, anch'esso presente in numerosi paesi.
| Paese                        | Titolo                                     | Rete televisiva | Conduzione                                                                                              | Periodo di messa in onda          |
| ---------------------------- | ------------------------------------------ | --------------- | --- | --------------------------------- |
| Argentina (format originale) | El legado El legado Famosos El legado Kids | Telefe          | Jorge Guinzburg                                                                                         | 15 gennaio 2002 – 2003            |
| Argentina (format originale) | El legado El legado Famosos El legado Kids | El Trece        | Matías Martin e Luca Martin                                                                             | 8 gennaio 2024 – 3 maggio 2024    |
| Belgio (Vallonia)            | Les Associés                               | La Une          | Sara de Paduwa                                                                                          | 24 settembre 2018 – 27 marzo 2022 |
| Brasile                      | O Céu É o Limite                           | RedeTV!         | Marcelo de Carvalho                                                                                     | 11 marzo 2017 – 8 settembre 2018  |
| Francia                      | Crésus                                     | TF1             | Vincent Lagaf'                                                                                          | 4 luglio 2005 – 1º settembre 2006 |
| Francia                      | Les 12 Coups de Midi                       | TF1             | Jean-Luc Reichmann                                                                                      | 28 giugno 2010 – in corso         |
| Messico                      | El legado                                  | Azteca Trece    | Sergio Sepúlveda                                                                                        | 25 aprile – 28 novembre 2015      |
| Polonia                      | Gilotyna                                   | TVP2            | Roman Czejarek                                                                                          | 5 ottobre 2009 – 2 giugno 2011    |
| Portogallo                   | A Herança A Herança de Verão               | RTP1            | José Carlos Malato Tânia Ribas de Oliveira                                                              | 31 gennaio 2006 – 2007            |
| Spagna                       | La quinta esfera                           | Telecinco       | Jorge Fernández                                                                                         | 26 maggio – 3 novembre 2003       |
| Spagna                       | La guillotina                              | Telecinco       | Jesús Vázquez                                                                                           | 13 marzo – 20 giugno 2010         |
| Spagna                       | El legado                                  | La 1            | Ramón García                                                                                            | 19 gennaio – 15 febbraio 2015     |
| Turchia                      | Miras                                      | TRT 1           | Metin Uca (gennaio-aprile 2005) Gani Müjde (maggio-giugno 2005) İbrahim Sadri (settembre-novembre 2005) | gennaio 2005 – novembre 2005      |
| Turchia                      | Vay Arkadaş                                | Star TV         | Oktay Kaynarca e Ferzan Hekimoğlu                                                                       | 2 luglio 2014 – 21 marzo 2015     |
| Ungheria                     | Az örökös                                  | M1              | Gábor Gundel Takács                                                                                     | 15 ottobre 2007 – 30 maggio 2008  |

## Riconoscimenti
- 2003 – Premio TV - Premio regia televisiva
  - Premio categoria Top 10
- 2006 – Premio TV - Premio regia televisiva
  - Premio categoria Top 10
- 2006 – Premio TV - Premio regia televisiva
  - Premio categoria Miglior trasmissione dell'anno
- 2007 – Premio TV - Premio regia televisiva
  - Premio categoria Top 10
- 2010 – Premio TV - Premio regia televisiva
  - Premio categoria Top 10
- 2012 – Premio TV - Premio regia televisiva
  - Premio categoria Top 10
- 2013 – Premio TV - Premio regia televisiva
  - Premio categoria Top 10
- 2014 – Premio TV - Premio regia televisiva
  - Premio categoria Top 10
- 2022 – Bubino d'Oro – Miglior game
  - Vincitore[90]